# Sporobolus linearifolius
Sporobolus linearifolius là một loài thực vật có hoa trong họ Hòa thảo. Loài này được Nicora miêu tả khoa học đầu tiên năm 1993.